# Rimas

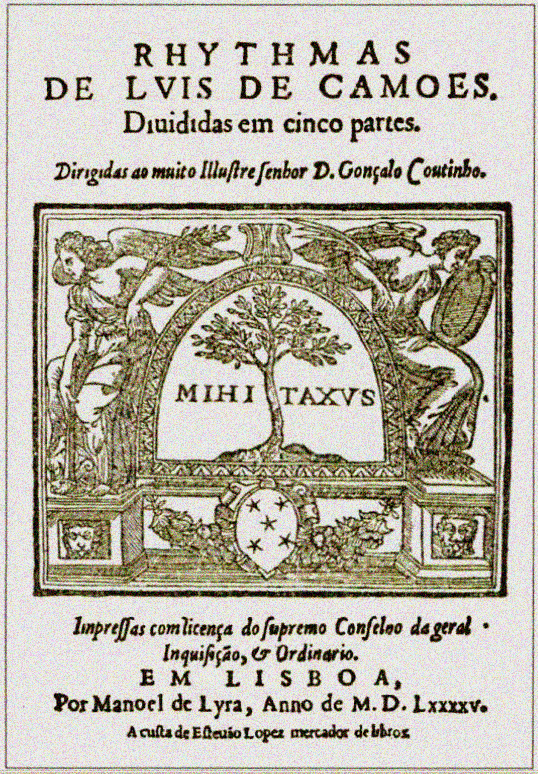
Capa da primeira edição das Rimas, de 1595

Rimas é o título da primeira compilação das poesias líricas de Luís de Camões, publicada em 1595, quinze anos após a morte do autor. Nesta edição o título apareceu com uma grafia arcaica, Rhythmas, e na segunda edição, de 1598, já foi adotada a grafia moderna.[carece de fontes?]
A coletânea compreende redondilhas, odes, glosas, cantigas, voltas ou variações, sextilhas, sonetos, elegias, éclogas e outras estâncias pequenas. Os sonetos seguem em geral o estilo italiano derivado de Petrarca, as canções tomaram o modelo de Petrarca e de Pietro Bembo. Nas odes se verifica a influência da poesia trovadoresca de cavalaria e da poesia clássica, mas com um estilo mais refinado; nas sextilhas aparece clara a influência provençal; nas redondilhas expandiu a forma, aprofundou o lirismo e introduziu uma temática, trabalhada em antíteses e paradoxos, desconhecida na antiga tradição das cantigas de amigo, e as elegias são bastante classicistas. Suas estâncias seguem um estilo epistolar, com temas moralizantes. A écoglas são peças perfeitas do gênero pastoral, derivado de Virgílio e dos italianos.
A despeito dos cuidados do primeiro editor das Rimas, Fernão Rodrigues Lobo Soropita, na edição de 1595 foram incluídos vários poemas apócrifos. Muitos poemas foram sendo descobertos ao longo dos séculos seguintes e a ele atribuídos, mas nem sempre com uma análise crítica cuidadosa. O resultado foi que, por exemplo, enquanto nas Rimas originais havia 65 sonetos, na edição de 1861 de Juromenha havia 352; na edição de 1953 de Aguiar e Silva ainda eram listadas 166 peças.  Além disso, muitas edições modernizaram ou "embelezaram" o texto original, prática acentuada em particular depois da edição de 1685 de Faria e Souza, fazendo nascer e enraizar uma tradição própria sobre esta lição adulterada que causou enormes dificuldades para o estudo crítico. Estudos mais científicos só começaram a ser empreendidos no final do século XIX, com a contribuição de Wilhelm Storck e Carolina Michaelis de Vasconcelos, que descartaram diversas composições apócrifas. No início do século XX os trabalhos continuaram com José Maria Rodrigues e Afonso Lopes Vieira, que publicaram em 1932 as Rimas numa edição que chamaram de "crítica", embora não merecesse o nome: adotou largas partes da lição de Faria e Souza, mas os editores alegaram ter usado as edições originais, de 1595 e 1598. Por outro lado, levantaram definitivamente a questão da fraude textual que vinha se perpetuando há muito tempo e havia adulterado os poemas a ponto de se tornarem irreconhecíveis. Um exemplo basta:
- Edição de 1595: "Aqui, ó Ninfas minhas, vos pintei / Todo de amores um jardim suave; / Das aves, pedras, águas vos contei, / Sem me ficar bonina, fera ou ave.".
- Edição de 1685: "Aqui, fremosas ninfas, vos pintei / Todo de amores um jardim suave; / De águas, de pedras, de árvores contei, / De flores, de almas, feras, de uma, outra ave." [6]

Parece ser impossível chegar-se, neste expurgo, a um resultado definitivo. Entretanto, sobrevive material autêntico em quantidade suficiente para garantir a sua posição como o melhor lírico português e o maior poeta da Renascença em Portugal.